# Васкес, Ларри
Ларри Васкес Ортега (исп. Larry Vásquez Ortega; род. 19 сентября 1991 года, Эль Сулия, Колумбия) — колумбийский футболист, нападающий клуба «Атлетико Хуниор».

## Клубная карьера
Васкес начал карьеру в клубе «Академия». 29 января 2012 года в матче против «Альянса Петролера» он дебютировал в Примере B. Летом того же года Ларри перешёл в «Льянерос» из Вильявисенсио. 22 июля в матче против «Альянса Петролера» он дебютировал за новую команду.
В начале 2013 года Васкес перешёл в «Патриотас». 4 февраля 2012 года в матче против «Депортиво Пасто» он дебютировал в Кубке Мустанга. 1 марта в поединке против «Бояка Чико» Ларри забил свой первый гол за «Патриотас».
Летом 2017 года Васкес перешёл в мексиканский УАНЛ Тигрес. 13 сентября в поединке Кубка Мексики против «Атлетико Сакатепека» Ларри дебютировал за основной состав. 23 ноября в матче против «Леона» он дебютировал в мексиканской Примере. В своём дебютном сезона Васкес выиграл чемпионат.

## Достижения
УАНЛ Тигрес
- Чемпион Мексики: Апертура 2017